# GOES 1
El GOES 1, designat com a GOES-A i SMS-C abans d'entrar en servei, va ser un satèl·lit meteorològic operat per la National Oceanic and Atmospheric Administration dels Estats Units. Va ser el primer Geostationary Operational Environmental Satellite en ser llançat.

## Llançament

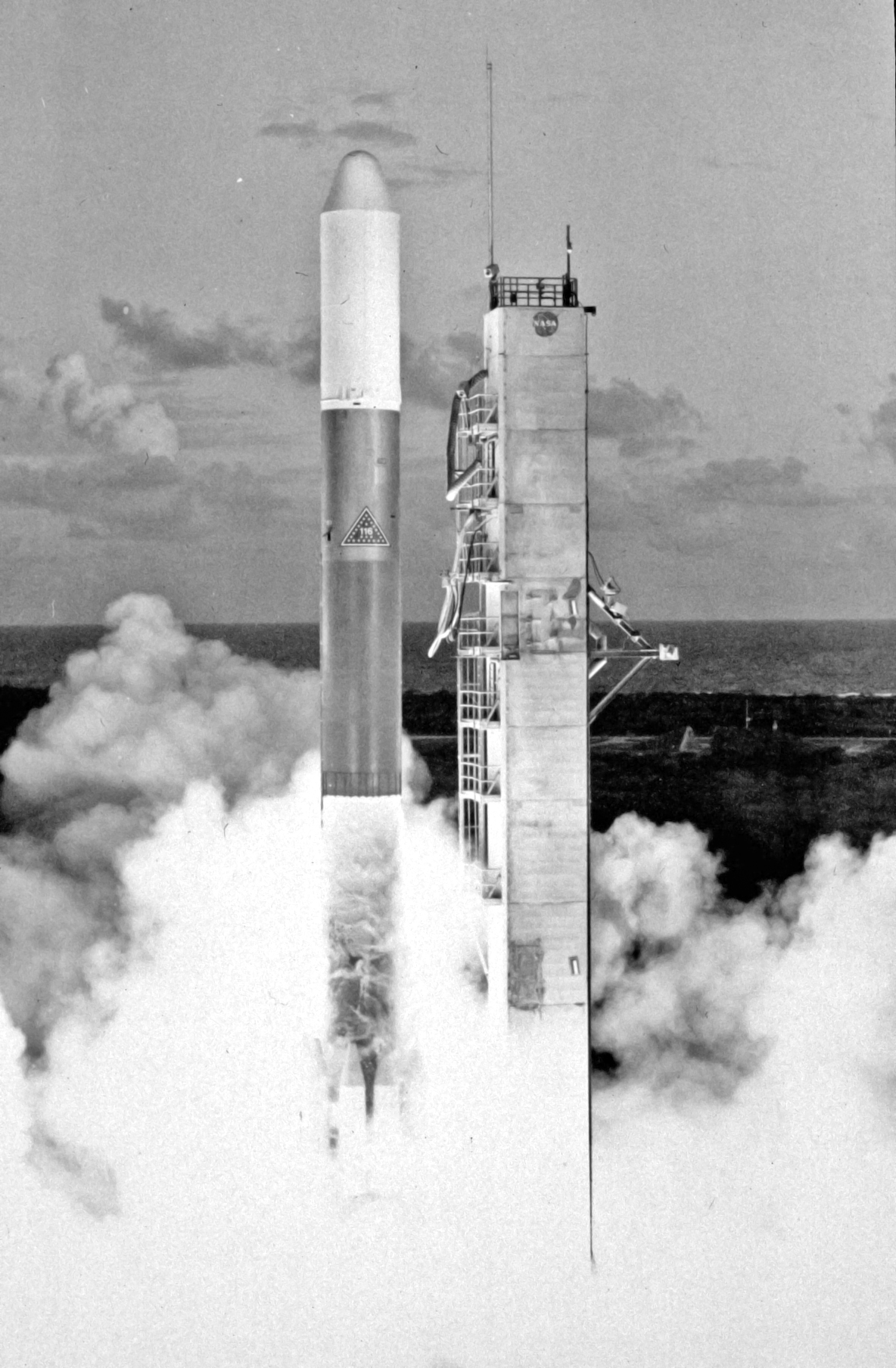
El GOES-A es va enlairar en un Delta 2914 D116.

El GOES-A va ser llançat dins d'un Delta 2914 des del Launch Complex 17B de la Cape Canaveral Air Force Station. El llançament va tenir lloc a les 22:40:00 GMT del 16 d'octubre de 1975, i va deixar el satèl·lit en una òrbita de transferència geoestacionària. Després del llançament, es va elevar a una òrbita geoestacionària per mitjà del seu motor d'apogeu SVM-5 a bord, moment en què va passar a denominar-se GOES 1.

## Operacions
Es va col·locar sobre l'oceà Índic per recopilar dades per al Global Atmospheric Research Programme. El GOES 1 va ser equipat amb un Visible Infrared Spin Scan Radiometer, o VISSER, que proporcionen tant de dia com de nit imatgeria de les condicions dels núvols terrestres. Va enviar la seva primera imatge el 25 d'octubre de 1975, nou dies després del llançament. El satèl·lit va continuar controlant els esdeveniments del temps i va transmetre aquestes dades meteorològiques en més de 10.000 ubicacions terrestres en un centre de processament. Les dades es van incorporar en els models de predicció del clima. També transportava el Space Environment Monitor i el Data Collection System, derivats dels utilitzats en els satèl·lits TIROS.
El GOES 1 va ser substituït pel GOES 3, que es va llançar el 1978. Després d'acabar les operacions sobre l'Oceà Índic, es va traslladar per substituir el SMS-2 sobre l'oceà Pacífic. Es va mantenir operatiu allà fins que va ser desactivat per la NASA el 7 de març de 1985.